# Alfred Gérente
Alfred Gérente né le 11 mars 1821 à Paris, où il est mort le 11 novembre 1868, est un sculpteur et peintre verrier français.

## Biographie

### Famille et formation
Alfred Gérente — frère d’Henri Gérente (1814-1849) — est né le 11 mars 1821 à Paris. Il apprend la sculpture avec Jean-Jacques Feuchère et Adolphe-Victor Geoffroy-Dechaume, tout en pratiquant occasionnellement la peinture sur verre avec son frère.

### Carrière artistique

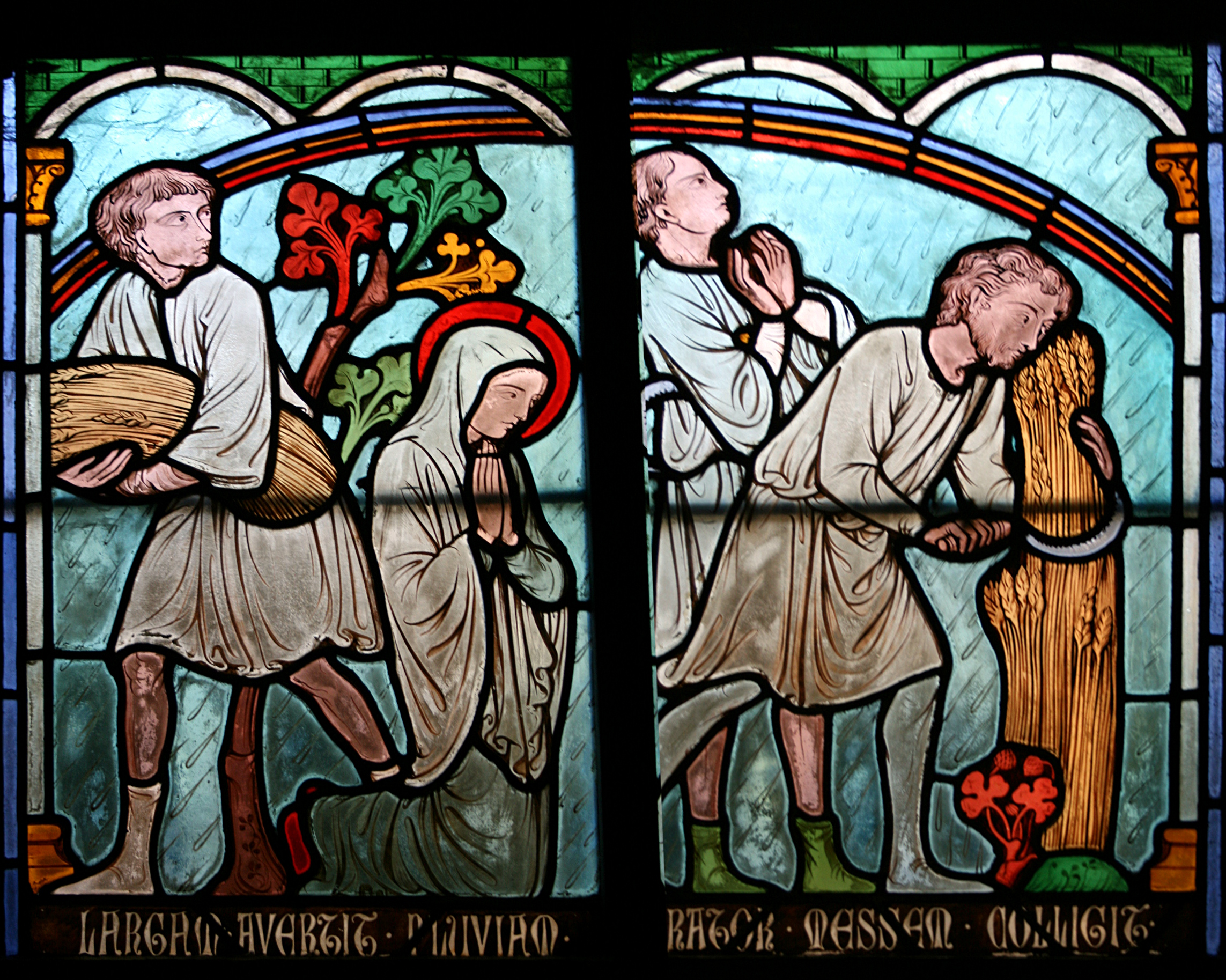
Sainte Geneviève priant pour arrêter la pluie lors des moissons, vitrail, corridor de la nouvelle sacristie de Notre-Dame de Paris.

De son activité de sculpteur, on connaît notamment sa statuette en plâtre du Portrait en pied de François d’Orléans, prince de Joinville (1818-1900) en officier de la marine (1844), dont un exemplaire est conservé au musée national des châteaux de Versailles et de Trianon, et un autre au musée Louis-Philippe du château d'Eu.
À la mort de son frère, en 1849, il reprend son atelier et élabore, en 1854, sur commande de l’impératrice Eugénie, une verrière pour la chapelle Sainte-Theudosie à la cathédrale Notre-Dame d'Amiens. Ce vitrail illustre, en 74 médaillons, la vie de la sainte et montre aussi les donateurs, à savoir l’empereur Napoléon III et son épouse.
En 1855, il expose à Paris, dans le cadre de l’Exposition universelle, des projets dans le style du XIIIe siècle. Poursuivant les tâches de feu son frère Henri, il restaure des verrières à la basilique Saint-Denis, ainsi que celles de la cathédrale Notre-Dame de Paris.
En 1860, il réalise la restauration de 18 panneaux de la basilique Saint-Nazaire-et-Saint-Celse à Carcassonne.
Alfred Gérente réalise en 1867-1868 pour la cathédrale de Lausanne, dans le bas-côté sud, cinq grands vitraux à médaillons héraldiques évoquant les grandes familles associées à l'histoire du Pays de Vaud.
Il est notamment l'auteur du vitrail de la Résurrection de l’église Saint-Louis-en-l'Île, de toutes les verrières de l’église Notre-Dame de Bergerac, de 23 verrières pour le transept la cathédrale Saint-Front de Périgueux, et des verrières hautes de la cathédrale Saint-Pierre d'Angoulême.
Alfred Gérente a aussi beaucoup travaillé en Angleterre (Londres, Oxford, Canterbury, Scarborough, Preston, Stafford, Birmingham, Ely, Filby, Bury, Wellington), ainsi qu'en Allemagne (église Saint-Nicolas de Hambourg). On trouve de ses œuvres également en Espagne et aux États-Unis (Baltimore, Philadelphie) et en Russie.
Il meurt à son domicile, no 19 quai d'Anjou dans le 4e arrondissement de Paris le 11 novembre 1868.